# Winter Loversland
Albums de Tamar Braxton
Love and War
(2013) Calling All Lovers
(2015)
Singles
1. She Can Have You
Sortie : 4 décembre 2013

Winter Loversland est le troisième album et le premier opus de Noël de la chanteuse américaine Tamar Braxton, sorti le 11 novembre 2013.
L’opus, composé de chants traditionnels, d'un duo The Chipmunk Song (Christmas Don't Be Late) en collaboration avec Trina et deux inédits dont le single She Can Have You, débute à la 43e position du Billboard 200 en se vendant à 8000 exemplaires dès la 1re semaine.
L'album génère un single: She Can Have You, qui est disponible uniquement via vidéo sur youtube.
Le 24 novembre 2014, le label Epic Records, dont fait partie Tamar, sort la compilation I'll Be Home For Christmas, incluant la reprise Sleigh Ride de Tamar Braxton.

## Historique
Après avoir obtenu un succès de par son second opus Love and War,, Tamar en profite pour sortir son 1er album de Noël.

## Single
Le 5 décembre 2013, elle publie le 1er single de l'opus, intitulé She Can Have You, qui est disponible uniquement via vidéo sur youtube. Dans le vidéoclip qui illustre la chanson, on y perçoit Tamar se disputer avec son petit ami et prise d'émotions, détruit le sapin de Noël. La vidéo peut être considérée comme un succès vu qu'elle a dépassé le un million de vues en quelques mois.
Le titre Sleigh Ride est inclus dans la compilation I'll Be Home For Christmas du label Epic Records et les fans espèrent qu'il deviendra un single et qu'il bénéficiera d'un vidéoclip.

## Performance commerciale
L'album débute à la 43e position du Billboard 200 en se vendant à 8000 exemplaires.

## Liste des titres et formats
| No  | Titre                                                                   | Durée |
| --- | ----------------------------------------------------------------------- | ----- |
| 1.  | Sleigh Ride                                                             | 1:57  |
| 2.  | Santa Baby                                                              | 3:09  |
| 3.  | Santa Claus Is Coming to Town                                           | 2:34  |
| 4.  | No Gift                                                                 | 4:04  |
| 5.  | Away in a Manger / Little Drummer Boy                                   | 3:45  |
| 6.  | Merry Christmas Darling                                                 | 3:38  |
| 7.  | The Chipmunk Song (Christmas Don't Be Late) (en duo avec Trina Braxton) | 1:12  |
| 8.  | She Can Have You                                                        | 3:39  |
| 9.  | Silent Night                                                            | 3:35  |
| 10. | Have Yourself a Merry Little Christmas                                  | 2:55  |

| 11. | Santa Bring My Baby (Winter Loversland) |  | 3:34 |
| 12. | Watchin’ Me (Yep, I Know It)            |  | 3:27 |

## Classement hebdomadaire
| Chart (2013)              | Peak position |
| ------------------------- | ------------- |
| US Billboard 200          | 43            |
| US Top Holiday Albums     | 8             |
| US Top R&B/Hip-Hop Albums | 11            |